# 4188 Kitezh
4188 Kitezh è un asteroide della fascia principale. Scoperto nel 1979, presenta un'orbita caratterizzata da un semiasse maggiore pari a 2,3348219 UA e da un'eccentricità di 0,1510019, inclinata di 6,11854° rispetto all'eclittica.